# Stefano Gragnani
Stefano Gragnani (Firenze, 20 marzo 1946) è un attore italiano.

## Biografia
È un attore caratterista. Si è fatto notare dal pubblico in particolare per una serie di spot televisivi, di cui era protagonista insieme a Renzo Rinaldi, che reclamizzavano i prodotti dolciari dell'azienda Bistefani. I due interpretavano rispettivamente il fantomatico titolare della ditta (Rinaldi) ed il pasticcere di fiducia, di nome Carlo (Gragnani). 
Nonostante le modifiche dei prodotti e dell'ambientazione nel corso degli anni, gli spot sono andati in onda dal 1983 al 1999. Il tormentone del promo consisteva in una frase che recitava "Ma chi sono io? Babbo Natale?", pronunciata da Rinaldi a Gragnani.
Dopo la morte di Renzo Rinaldi, lo spot è stato riproposto (per un breve periodo di tempo) in versione animata, riprendendo le fattezze somatiche dei due attori.

## Filmografia

### Cinema
- Kakkientruppen, regia di Franco Martinelli (1977)
- Pierino il fichissimo, regia di Alessandro Metz (1981)
- Sballato, gasato, completamente fuso, regia di Steno (1982)
- Claretta, regia di Pasquale Squitieri (1984)
- Mi faccia causa, regia di Steno (1984)
- I due carabinieri, regia di Carlo Verdone (1984)
- Non ci resta che piangere, regia di Massimo Troisi e Roberto Benigni (1984)
- Vado a riprendermi il gatto, regia di Giuliano Biagetti (1987)
- L'estate sta finendo, regia di Bruno Cortini (1987)
- Il ventre dell'architetto, regia di Peter Greenaway (1987)
- Stradivari, regia di Giacomo Battiato (1988)
- Obbligo di giocare - Zugwang, regia di Daniele Cesarano (1989)
- I vestiti nuovi dell'imperatore, regia di Alan Taylor (2001)
- I banchieri di Dio - Il caso Calvi, regia di Giuseppe Ferrara (2002)
- Par suite d'un arrêt de travail..., regia di Frédéric Andréi (2008)
- All Human Rights for all, registi vari (2008)
- Sexual Radar, regia di Luca Martera (2009)
- L'isola dell'angelo caduto, regia di Carlo Lucarelli (2012)

### Televisione
- Uomini della scienza, regia di Ansano Giannarelli (1977)
- Vita di Antonio Gramsci, regia di Raffaele Maiello (1981)
- Io e il duce, regia di Alberto Negrin (1985)
- Big man, regia di Steno (1988) (Serie TV, 2º episodio)
- Summer's Lease, regia di Martyn Friend (1989) (Serie TV, 1ª stagione episodio 3)
- La primavera di Michelangelo, regia di Jerry London (1991)
- Chiara e gli altri, regia di Gianfrancesco Lazotti (1991) (Serie TV, 2ª stagione episodi 5 e 4)
- Il ritorno di Arsenio Lupin, regia di Vittorio De Sisti (1996) (Serie TV, 2ª stagione episodio 7)
- Il padre di mia figlia, regia di Livia Giampalmo (1997)
- Roma (Rome) – serie TV, episodio 2x07 (2007)
- Il mostro di Firenze, regia di Antonello Grimaldi – miniserie TV, 2 puntate (2009)

### Cortometraggi
- Quando si fa buio, regia di Claudio Carafoli e Massimo Gioacchino Catanzaro (1995)
- Dante's Project, regia di Diana Dell'Erba (2015)
- Non mi posso lamentare, regia di Elisa Billi e Cristiana Mecozzi (2018)